# 列纳 (意大利)
列纳（義大利語：Lierna），是意大利伦巴第大区莱科省的一个市镇。总面积11.24平方公里，人口数量为2124，人口密度190人/平方公里（2017年）。国家统计（ISTAT）代码为097043。
列纳位于科莫湖的东岸，在米兰北方约60公里处，在莱科西北方向15公里处。列纳的周围市镇有埃西诺拉里奥、曼代洛-德尔拉里奥、奥利韦托拉里奥及瓦伦纳。

## 历史
在公元854年的文献中首次提及列纳，但是包括在现今萊科的一个建筑的马赛克地板在内的罗马古迹显示在此之前就有人居住。村庄的名字可能是罗马或凯尔特来源。在1035至1202年间列纳是米兰圣迪奥尼吉修道院的领地。列纳是米兰和科莫之间争夺的地方，也在德拉·托雷家族和維斯孔蒂家族之间争夺。1499年被马凯西诺·斯坦加（Marchesino Stanga）控制，1533年落入克雷莫納的斯丰德拉蒂（Sfondrati）家族手中，直至1788年。1743年列纳从曼代洛-德尔拉里奥分离出来成为一个市镇。

## 图集

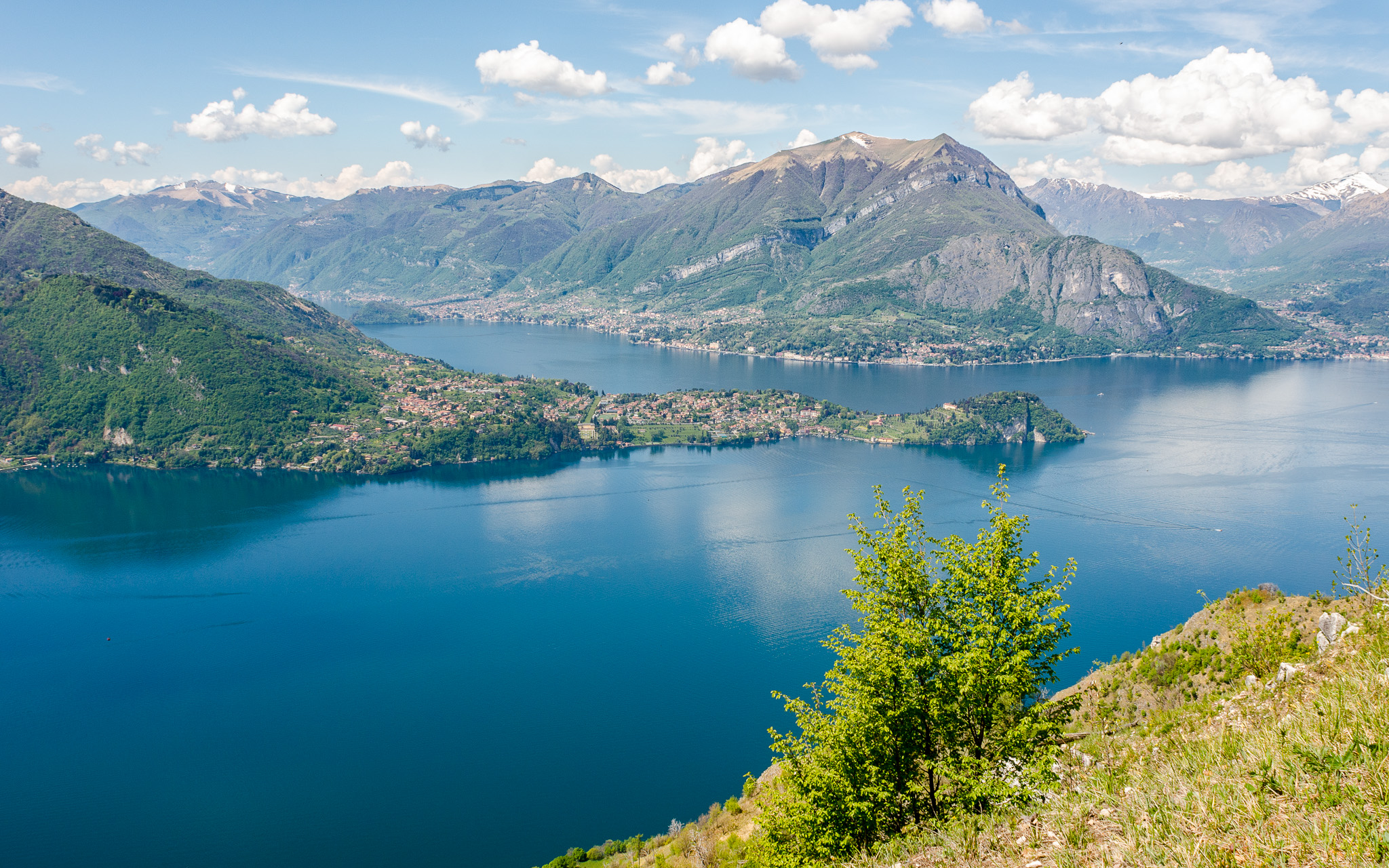
从列纳眺望贝拉焦方向
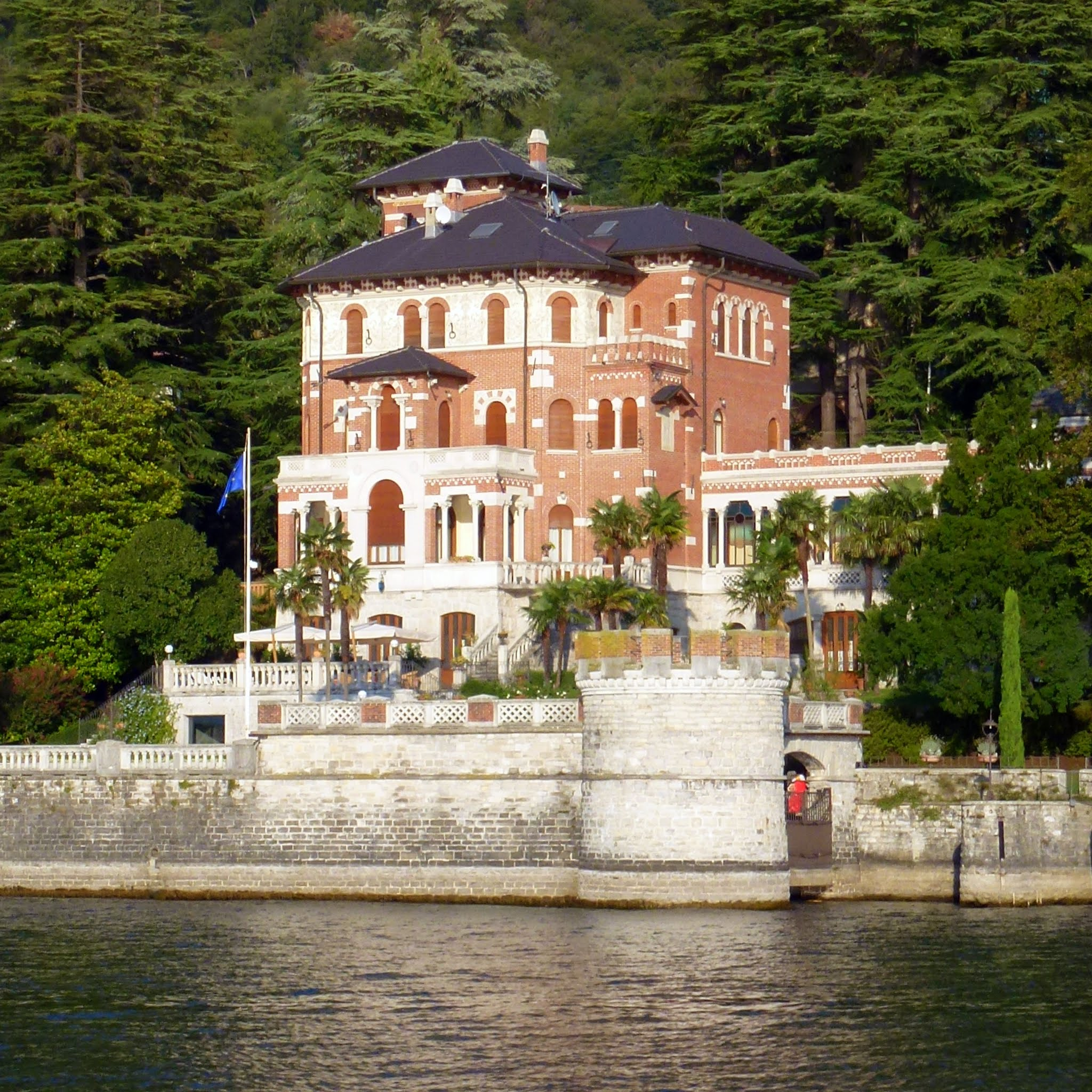
科莫湖边的房子
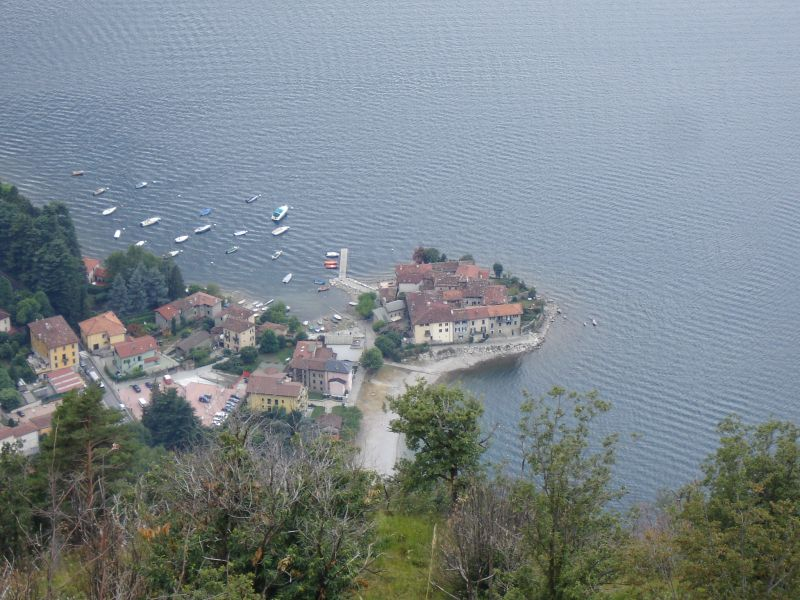
列纳港口
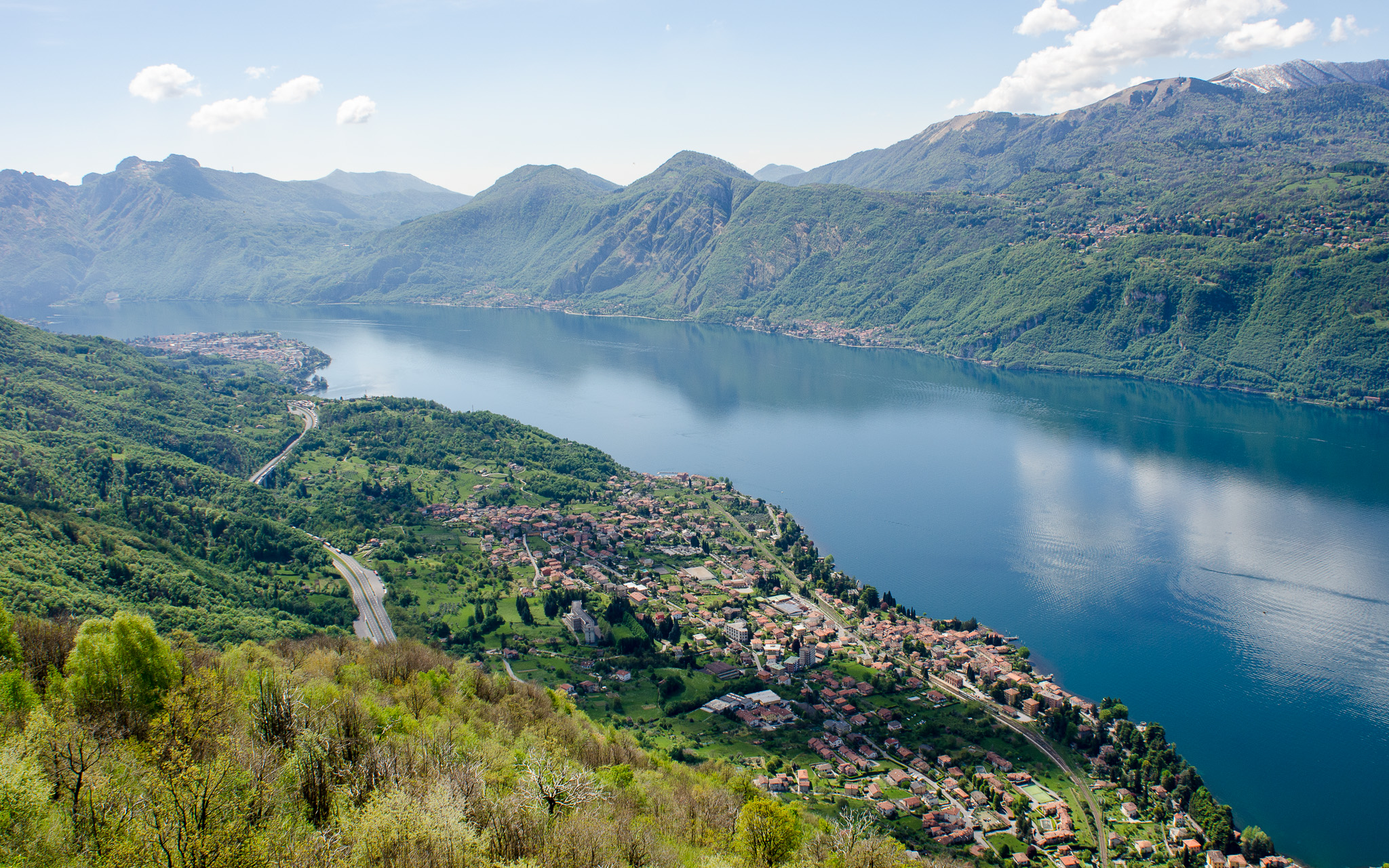
从高处眺望列纳及科莫湖
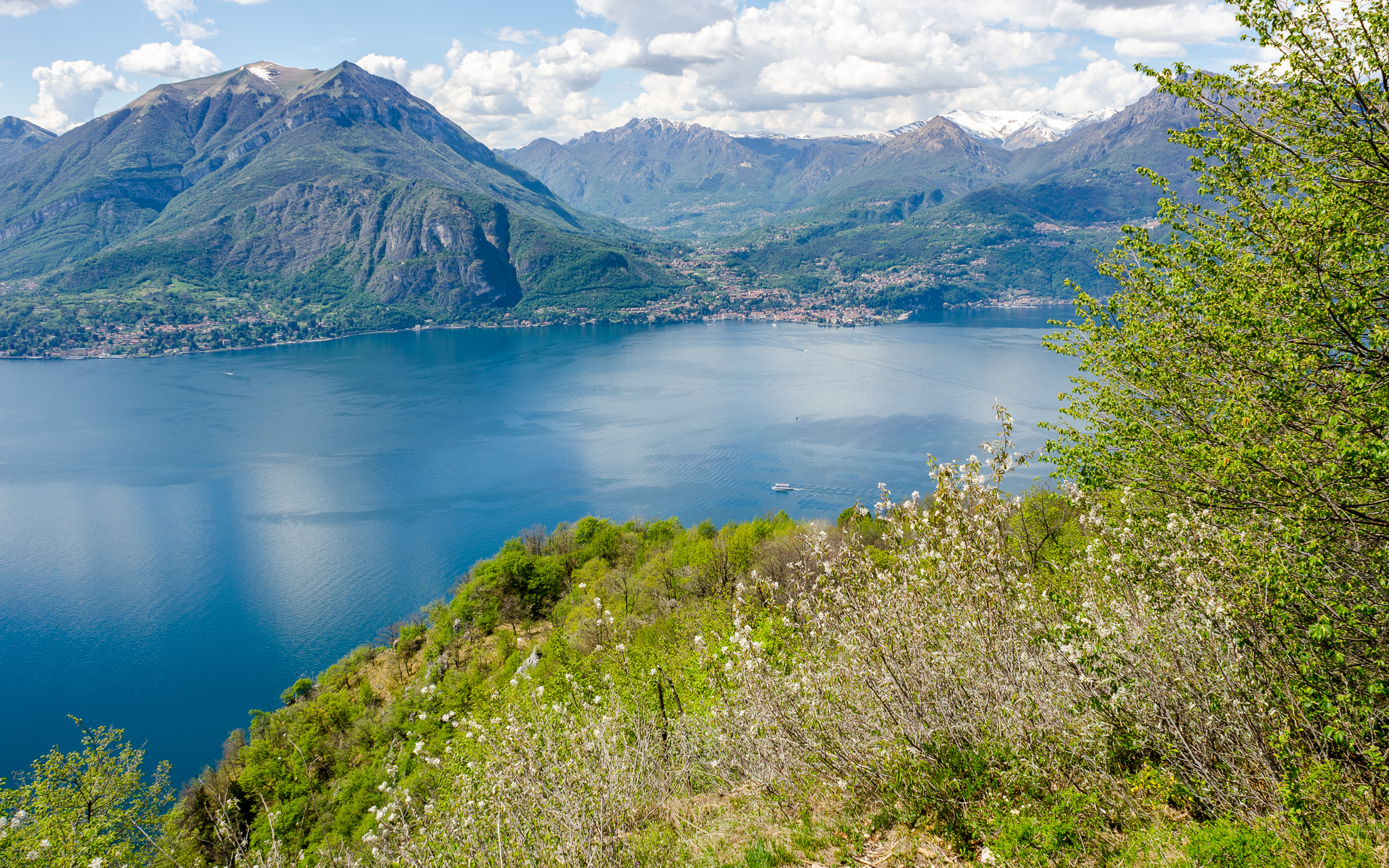
从高处眺望列纳及科莫湖